# Сивогръда семенарка
Сивогръдата семенарка (Thinocorus orbignyianus) е вид птица от семейство Thinocoridae.

## Разпространение и местообитание
Разпространен е в Аржентина, Боливия, Перу и Чили.